# Chris Hoffman
Christopher „Chris“ Thomas Hoffman (* 15. Februar 1981 in Harare) ist ein simbabwischer Schauspieler und Synchronsprecher.

## Leben
Hoffmans Zwillingsbruder Matt ist ebenfalls als Schauspieler tätig. Er übernahm bereits als Kind Sprechrollen in mehreren Zeichentrickkurzfilmen Mitte der 1980er und Anfang der 1990er Jahre. Er feierte sein Schauspieldebüt 1999 in der Mini-Serie Jeanne d’Arc – Die Frau des Jahrtausends. Es folgten schon bald Nebenrollen in Spielfilmen und Episodenrollen in verschiedenen Fernsehserien. 2007 war er in insgesamt 13 Episoden der Fernsehserie Saints & Sinners in der Rolle des Simon Pierce zu sehen. Von 2016 bis 2017 verkörperte er die Rolle des Park in insgesamt 60 Episoden der kanadischen Fernsehserie Backstage.

## Filmografie

### Schauspieler
- 1999: Jeanne d’Arc – Die Frau des Jahrtausends (Joan of Arc) (Mini-Serie)
- 2000: Wildflower
- 2000: Gilmore Girls (Fernsehserie, Episode 1x03)
- 2002: Pavement (Fernsehfilm)
- 2003: Line of Fire (Fernsehserie, Episode 1x04)
- 2003: 30:13 (Kurzfilm)
- 2004: Knuckle Sandwich
- 2004: Creature Unknown
- 2007: Saints & Sinners (Fernsehserie, 13 Episoden)
- 2007: Von Löwen und Lämmern (Lions for Lambs)
- 2009: Flashpoint – Das Spezialkommando (Flashpoint) (Fernsehserie, Episode 2x21)
- 2009: Hangman
- 2011: Lost Girl (Fernsehserie, Episode 2x02)
- 2013: Nurse 3-D
- 2013: Played (Fernsehserie, Episode 1x02)
- 2014: Saving Hope (Fernsehserie, Episode 2x14)
- 2015: Murdoch Mysteries (Fernsehserie, Episode 8x18)
- 2016: Killjoys (Fernsehserie, Episode 2x07)
- 2016: The Smoke (Kurzfilm)
- 2016–2017: Backstage (Fernsehserie, 60 Episoden)
- 2017: Molly’s Game – Alles auf eine Karte (Molly’s Game)
- 2017: The Girlfriend Experience (Fernsehserie, Episode 2x13)

### Synchronsprecher
- 1985: Drawing Lesson #2 (Zeichentrickfilm)
- 1987: Love in the Fast Lane (Zeichentrickfilm)
- 1988: How to Kiss (Zeichentrickfilm)
- 1991: The Wiseman (Zeichentrickfilm)
- 1992: The Tune (Zeichentrickfilm)
- 1997: Mondo Plympton (Zeichentrickfilm)